# Рейсин (город, Миннесота)
Рейсин (англ. Racine) — город в округе Моуэр, штат Миннесота, США. На площади 1,1 км² (1,1 км² — суша, водоёмов нет), согласно переписи 2002 года, проживают 355 человек. Плотность населения составляет 310,6 чел./км².
- Телефонный код города — 507
- Почтовый индекс — 55967
- FIPS-код города — 27-52882[1]
- GNIS-идентификатор — 0649786[2]